# Leadguitarist
En leadguitarist eller sologuitarist er den guitarist, der spiller melodistemmen og instrumentale passager i sange. 
I blues, rock og heavy metal bands får leadguitaristen ofte hjælp af en rytmeguitarist. I visse rock- og metalgrupper er begge guitarister leadguitarister, hvormed "guitar battles" ofte kan inddrages i musikken.